# Селе (Шентюр)
Селе (словен. Sele) — поселення в общині Шентюр, Савинський регіон, Словенія. 
Висота над рівнем моря: 456,6 м.